# Terra Mystica
Terra Mystica ist ein Brettspiel für 2 bis 5 Spieler. Autor ist Helge Ostertag, Co-Autor ist Jens Drögemüller. Es erschien 2012 beim neu gegründeten Verlag Feuerland Spiele.
Uwe Rosenberg schrieb die Spielregeln, die Gestaltung stammt von Dennis Lohausen, die Redaktion lag bei Frank Heeren und Uwe Rosenberg von Feuerland Spiele.
Das Spiel gewann 2013 unter anderem den Deutschen Spielepreis, den International Gamers Award und den Niederländischen Spielepreis.

## Spielmechanismus
In Terra Mystica nehmen die Spieler die Rolle eines von 14 Völkern ein, die jeweils über unterschiedliche Eigenschaften verfügen. Der Spielplan besteht aus 7 unterschiedlichen Landschaften, und jedes Volk hat eine der Landschaften als Heimatlandschaft. Durch Gebäude auf dem Spielplan erhalten die Spieler Einnahmen. Um ein neues Feld zu besiedeln, muss es dabei der Heimatlandschaft des Volkes entsprechen. Über Umgraben (Terraforming) können dazu die Landschaften verändert werden, wobei manche Landschaften einfacher umgewandelt werden können als andere. Auf bereits besiedelten Feldern können verbesserte Gebäude errichtet werden.
Ein weiterer wesentlicher Aspekt ist der Machtkreislauf. Angrenzender Gebäudebau von Mitspielern ermöglichen den Erhalt von Macht, die in Ressourcen oder Spaten zum Umgraben getauscht werden kann. Außerdem ist der Ausbau mancher Gebäude billiger, wenn ein Mitspieler ein Nachbarfeld besetzt. Insgesamt führen diese Mechanismen dazu, dass es eine große Interaktion zwischen den Spielern gibt. Nachbarn sind erwünscht, um Macht zu erhalten und billiger zu bauen. Andererseits besteht jederzeit die Gefahr, durch Nachbarn an der gewünschten eigenen Ausbreitung gehindert zu werden.
Siegpunkte erhalten die Spieler in jeder der 6 Runden für den Bau oder Besitz von bestimmten Gebäuden, eine Stadtgründung und teilweise für völkerabhängige Aktionen. Ein Schlusswertung am Ende des Spiels bewertet die Ausbreitung auf dem Spielplan sowie den Fortschritt in Kultleisten.

## Erweiterungen
2014 erschien die von Ostertag und Drögemüller mit Unterstützung von Frank Heeren entwickelte erste Erweiterung Feuer & Eis mit sechs weiteren Völkern bei Feuerland Spiele.
2019 erschien die von James Ataei mit Ideen von Eduardo Andrade entwickelte zweite Erweiterung Die Händler bei Feuerland Spiele.
2021 erschien die von Lines J. Hutter, David Studley, Morten Monrad Pedersen und Mike Martins entwickelte Solo-Erweiterung Automa bei Feuerland Spiele.

### Promo- und Mini-Erweiterungen
2013 wurde auf der Spiel in Essen kostenlos die Mini-Erweiterung Stadtmarker verteilt. In der Zeitschrift Spielbox 6/2013 erschien eine zusätzliche Rundenbonuskarte. 2015 erschien eine Mini-Erweiterung bestehend den 2013 veröffentlichten vier Stadtmarkern und der Rundenbonuskarte sowie einem zusätzlichen Wertungsplättchen und zehn doppelseitigen Sonderlandschaften mit zugehörigen Sonderregeln.

## Big Box
2015 veröffentlichte Feuerland Spiele zusammen mit Korea Board Games die Big Box bestehend aus dem Grundspiel, der Erweiterung Feuer & Eis sowie der 2015 erschienenen Mini-Erweiterung.
2022 veröffentlichte Feuerland Spiele die Big Box bestehend aus dem Grundspiel und den Erweiterungen Feuer & Eis, Die Händler und Automa.

## Weitere Spiele basierend auf Terra Mystica
2017 erschien eine von Helge Ostertag und Jens Drögemüller entwickelte im Weltraum spielende Variante bei Feuerland Spiele unter dem Namen Gaia Project.
2022 erschien eine von Andreas Faul entwickelte etwas einfachere Variante bei Kosmos unter dem Namen Terra Nova.
2023 erschien eine von Helge Ostertag entwickelte etwas komplexere Variante bei Feuerland Spiele unter dem Namen Age of Innovation.